# Sneeuwuil
De sneeuwuil (Bubo scandiacus) is een vogel uit de familie van de uilen (Strigidae). De wetenschappelijke naam van de soort werd als Strix scandiaca in 1758 gepubliceerd door Carl Linnaeus in de tiende editie van Systema naturae.

## Kenmerken
De lichaamslengte van de sneeuwuil bedraagt 55 tot 70 cm en het gewicht 1 tot 2,5 kg. Ze kunnen gemiddeld 20 jaar oud worden. De sneeuwuil heeft een hoofdzakelijk wit verenkleed met zwarte vlekken. Mannetjes en oudere exemplaren zijn witter dan de anderen. Het wit reflecteert in de zon, een eigenschap die de vogels zouden gebruiken om hun aanwezigheid kenbaar te maken in hun territorium. Het gezicht, de keel en de borst zijn het witst en worden het meest in de zon geplaatst. De witste vogels maken mogelijk ook gebruik van de albedo van sneeuw, waardoor ze mogelijk lagere, minder zichtbare zitplaatsen kunnen uitkiezen dan gevlektere exemplaren.

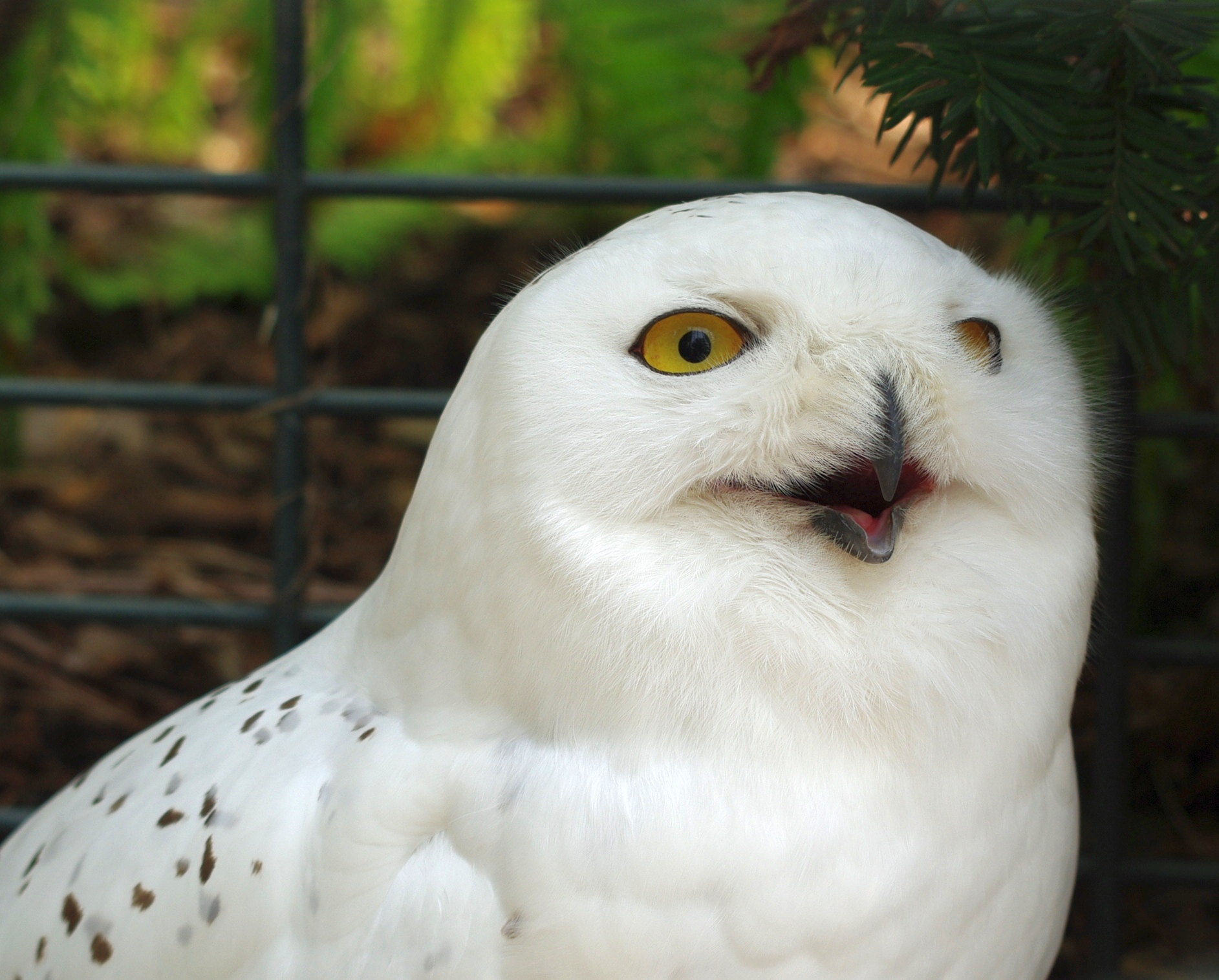
Vrijwel het gehele gezicht van de sneeuwuil is geïsoleerd.

De isolatie die het verenkleed van de sneeuwuil biedt, is buitengewoon ontwikkeld. Om te beginnen is deze vogel bijna geheel bevederd. Hij heeft een korte snavel, waarvan alleen het puntje uitsteekt. De ogen worden beschermd door lange, dichte wimpers. De poten zijn gehuld in een lange veren 'broek', die doorloopt tot op de klauwen. Onder de strak zittende laag dekveren draagt het dier warm 'ondergoed' van fijn dons. Ten slotte draagt ook de structuur van de veren bij aan hun isolerende werking: de kern van de veren is hol, zodat ze warme lucht kunnen opslaan.

## Voortplanting
Sneeuwuilen nestelen in een kuil op de grond die ze bekleden met veertjes, mos en bladeren. Dankzij hun goede schutkleur vallen ze tijdens het broeden nauwelijks op. De broedtijd bedraagt 27 tot 34 dagen. Kuikens verlaten na zo'n 25 dagen regelmatig het nest. Vliegen lukt dan nog niet, na ongeveer twee maanden wel. Volwassenheid bereiken kuikens op tweejarige leeftijd. De legselgrootte varieert tussen de drie en veertien eieren, afhankelijk van het voedselaanbod. In lemmingrijke jaren is het aantal eieren het grootst.

## Verspreiding en leefgebied
In strenge winters wordt hij nog weleens in Nederland of België waargenomen als dwaalgast. Maar hij heeft een circumpolair verspreidingsgebied. Zijn verspreidingsgebied is het uiterste noorden van Azië, Europa en Noord-Amerika. Daar leeft en nestelt de overwegend witte sneeuwuil op de toendra.

## Voedsel en jacht

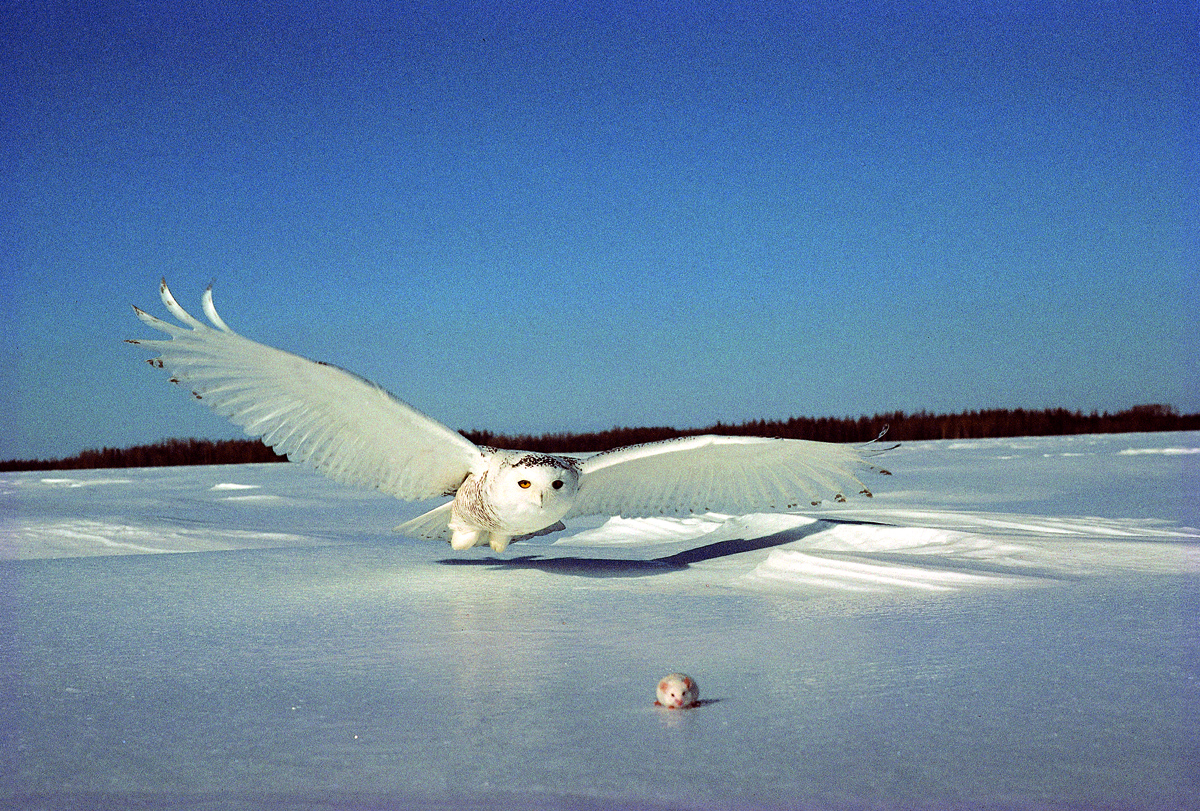
Jagende sneeuwuil in de toendra's van Canada

Met zijn lengte van 60 cm en een spanwijdte van meer dan een meter is de sneeuwuil in staat om grote prooien te doden. Hij pakt hazen en vogels ter grootte van het korhoen. Ook lemmingen, muizen en watervogels staan op zijn menu. De jachtmethode bestaat voor een groot deel uit op een plek met 360 graden zicht zitten en wachten op een beweging die de positie van een dier verraadt. Dan vliegt de uil laag over de grond en laat zich op de prooi vallen, met zijn krachtige klauwen uitgestrekt om te doden.

## Status
De grootte van de populatie is in 2013 geschat op 14.000 tot 28.000 volwassen vogels en dit aantal gaat achteruit. Op de Rode lijst van de IUCN heeft deze soort de status kwetsbaar.